# Światowy Kongres Esperanto w 1905 roku
I Światowy Kongres Esperanto w 1905 roku – pierwszy w historii Światowy Kongres Esperanto. Odbył się w Boulogne-sur-Mer we Francji w dniach 7-12 sierpnia 1905. Głównym pomysłodawcą i organizatorem kongresu był Alfred Michaux. W wydarzeniu uczestniczyło 688 esperantystów z 20 krajów. Kongres powstał na skutek sukcesu poprzedniego nieoficjalnego kongresu w 1904 w Calais.
Pierwszego dnia ustalono komitet organizacyjny, którego dowódcą został Ludwik Zamenhof. W trakcie kongresu ustanowiono Deklarację Buliońską - dokument historyczny stojący u podwalin ruchu esperanckiego. Powstała również pierwsza wersja flagi esperanckiej. Zamenhof zaaprobował pomysł i wybrał pierwszych członków Komitetu Językowego. Pomysł corocznego kongresu spotkał się z aprobatą. Ustalono, że komitet organizacyjny na przyszły rok pozostanie taki sam, natomiast państwo, w którym odbędzie się drugi kongres wybrano później, po pierwszym kongresie.

## Galeria

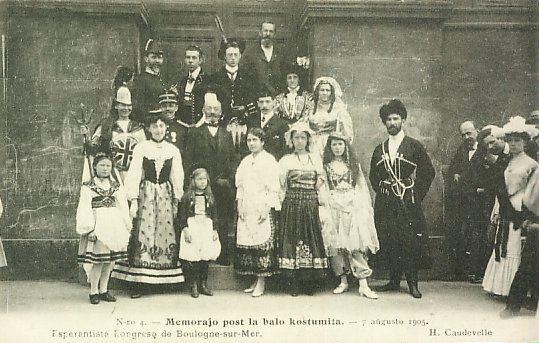
Kongresowy bal kostiumowy.
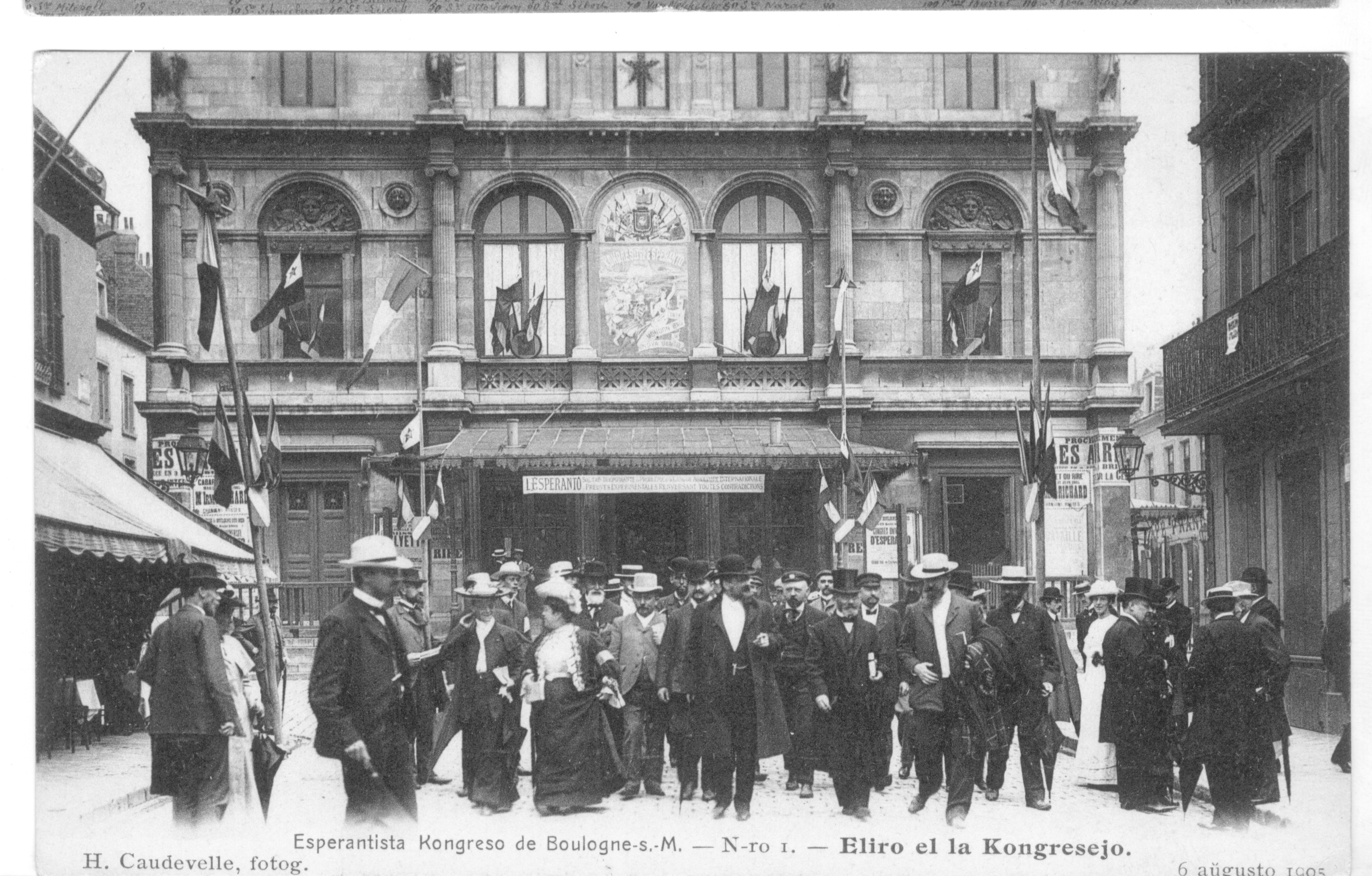
Wyjście z kongresu, w środku L. L. Zamenhof.
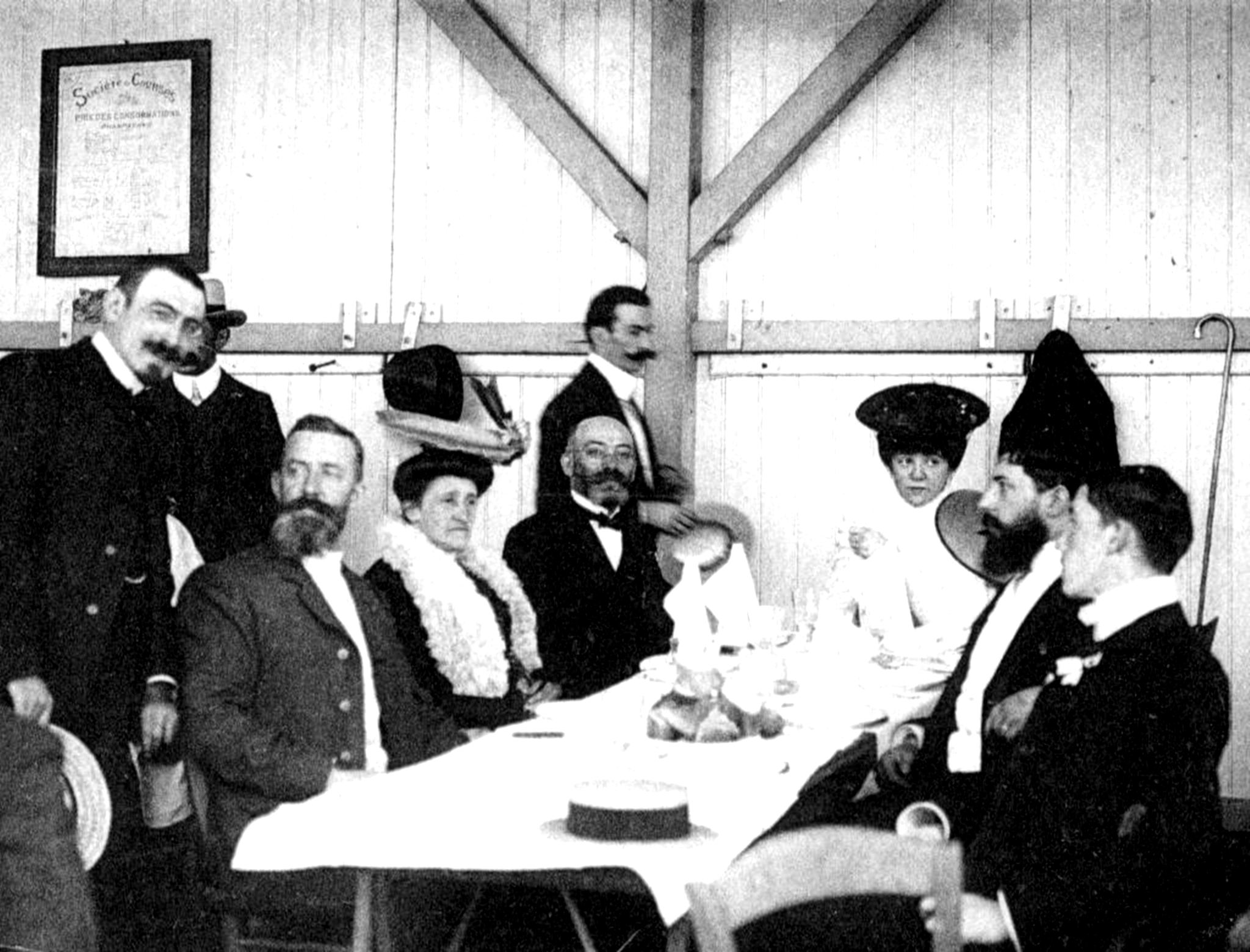
Zamenhof i Michaux.